# 火山乡
火山乡，是中华人民共和国四川省凉山彝族自治州会东县曾经下辖的一个乡。

## 行政区划
火山乡撤销前下辖以下地区：
小弯子村、白果村、火山村、刷把村、燕子岩村和半箐村。